# Гурьевский областной комитет КП Казахстана
Гурьевский областной комитет КП Казахстана — орган управления Гурьевской областной партийной организацией Коммунистической партии Казахстана (1938—1991).
Гурьевская область в составе Казахской ССР была образована 15 января 1938 года из части Актюбинской области. Центр — город Гурьев.
С 3 мая 1962 по 1 декабря 1964 года наряду с Актюбинской и Уральской областями входила в состав Западно-Казахстанского края Казахской ССР.
С 21 февраля 1992 года — Атырауская область.

## Первые секретари Гурьевского обкома КП Казахстана
- февраль 1937 — январь 1938 Кулжан Утегалиев (первый секретарь оргбюро ЦК КП(б) Казахстана по Гурьевской области)
- май 1938 — 1940 Калбыдай Байманов
- 1940—1943 Мурзахмет Бекжанов
- 1943—1947 Сергей Круглов
- 1947 — 1 июня 1950 Салимжан Галиев
- 1 июня 1950 — февраль 1957 Сейтжан Полимбетов
- февраль 1957 — апрель 1962 Нуртас Ундасынов
- апрель 1962 — ноябрь 1963 Косай Егизбаев
- 19 ноября 1963 — 28 декабря 1964 Сагидулла Кубашев
- 28 декабря 1964 — 27 апреля 1970 Мухамбет Исенов
- 27 апреля 1970 — 24 февраля 1977 Саламат Мукашев
- 24 февраля 1977 — 24 декабря 1985 Унайбай Кушеков
- 24 декабря 1985 — 11 мая 1990 Аскар Кулибаев
- 11 мая 1990 — 7 сентября 1991 Газиз Алдамжаров